# Uniforma

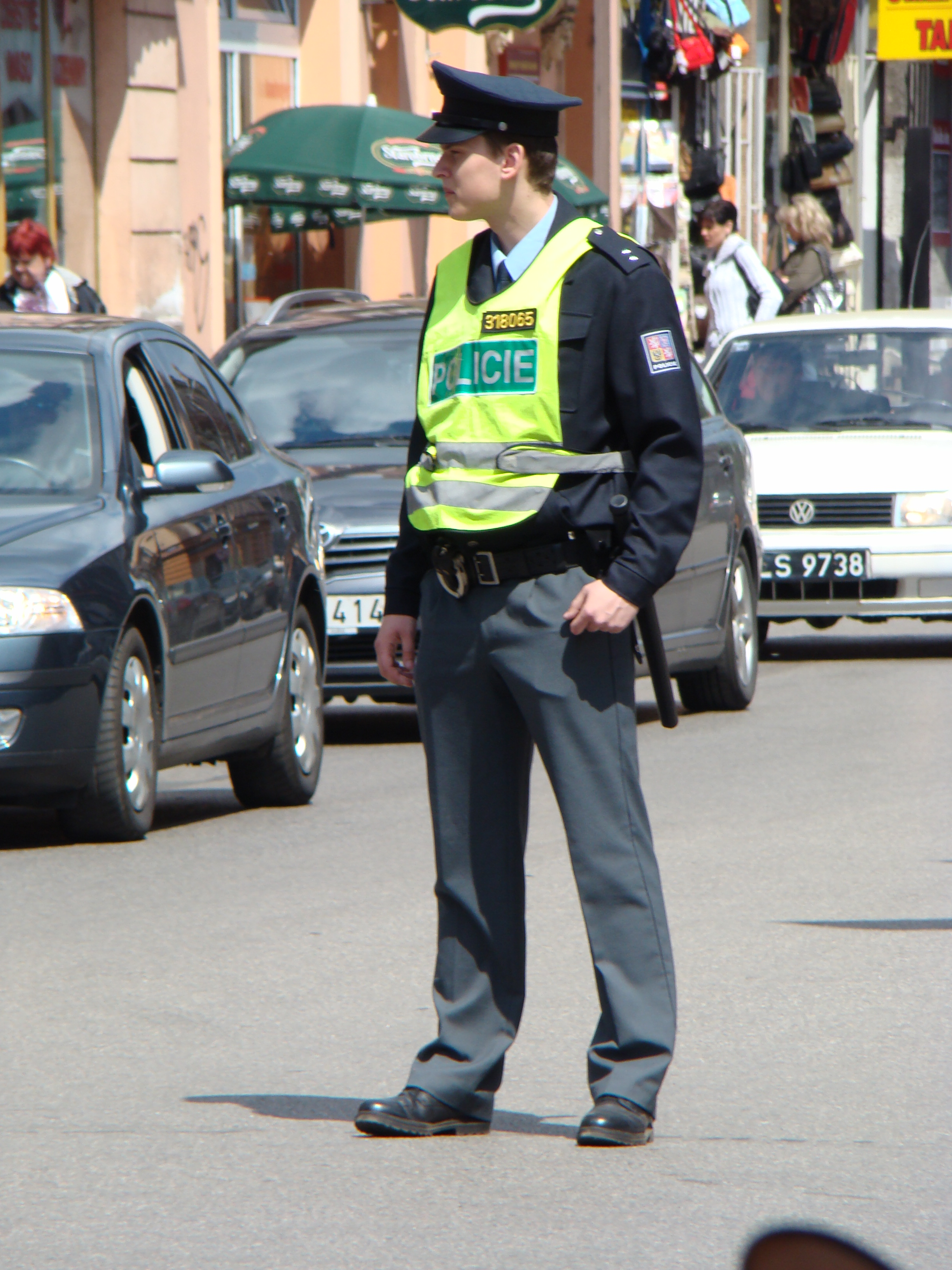
Policejní uniforma PČR

Uniforma (z francouzského uniforme) či stejnokroj je oděv jednotného charakteru pro lidi, kteří patří např. k organizované skupině. Díky stejnému vzhledu umožňuje jednoduché rozpoznávání příslušníků skupiny a často označuje nějakou autoritu či kompetenci svého nositele (např. uniforma armádní, policejní, hasičská, záchranářská, železničářská atd.; tzv. uniformované složky) Na druhé straně pouze na vojáka v uniformě se vztahují mezinárodní dohody o válečných zajatcích atd. V některých zemích se užívají i školní uniformy, které zdůrazňují občanskou rovnost žáků a studentů a omezují možnosti bohatších, jak na sebe upozornit.

## Skladba
Uniformy jsou především svrchním oděvem a skládají se zpravidla z těchto částí:
- pokrývka hlavy (klobouk, brigadýrka, solideo, mitra, šátek či kukla)
- kabát (příp. pláštěnka, pelerína)
- horní část (sako, bunda, kabátec, košile, halenka, tričko apod.)
- dolní část (kalhoty, sukně)
- případně spojené (kombinéza, overal)
- obuv (cvičky, polobotky apod.)
- doplňky (kravata, šátek, kolárek, brašna, opasek, rukavice, znaky příslušnosti a hodnosti apod.)

## Druhy

### Rozdělení
- politické – např. oblečení členů Ku-klux-klanu, Hitlerjugend a pod.
- vojenské – slouží k rozeznávání příslušníků vojsk různých států; v rámci státu k rozpoznávání jednotlivých složek armády (letectvo, námořnictvo, hradní stráž, ...)
- policejní – slouží k identifikaci policejních složek
- školní – označují studenty konkrétní školy
- pracovní a zaměstnanecké – identifikují zaměstnance firem (bankovní úředníci, prodavači, ochranka, letušky, vrátní, recepční a pod.) nebo určují pracovní zařazení (např. u zdravotních sester, lékařů, hasičů, železničářů apod.)
- vězeňské – zjednodušují identifikaci vězňů v rámci věznice i mimo ni
- zájmové – např. skautů (skautský kroj), členů hudebních těles a dalších.

Vzácněji se jako uniformy označují také oděvy
- sportovní (dresy) – např. fotbalistů, hokejistů, mažoretek, artistů, oblečení na karate apod.
- církevní (hábit, talár) – např. oděvy kněží, soudců, mnichů či jeptišek apod.

## Historie

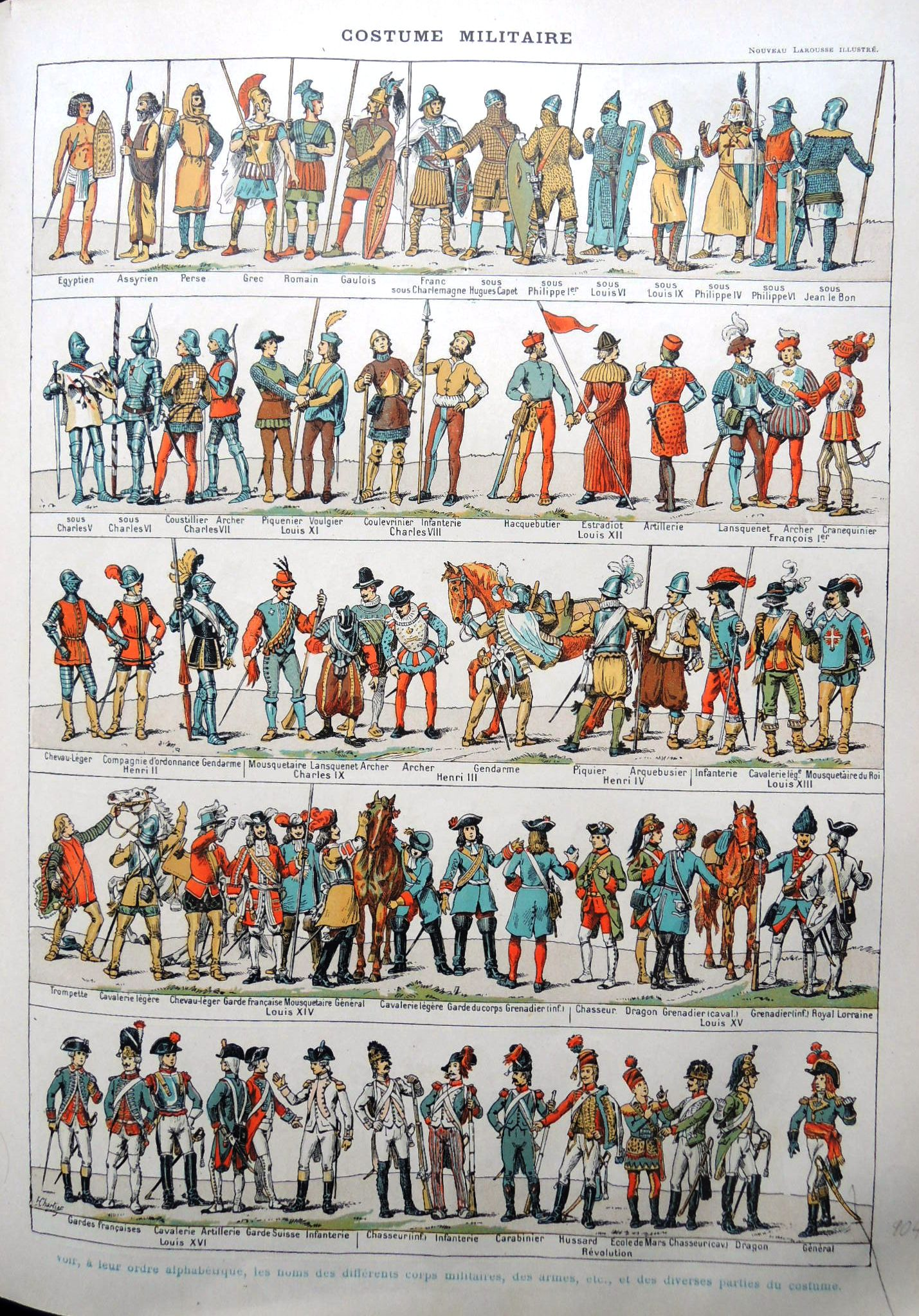
Vojenské oblečení do 1800

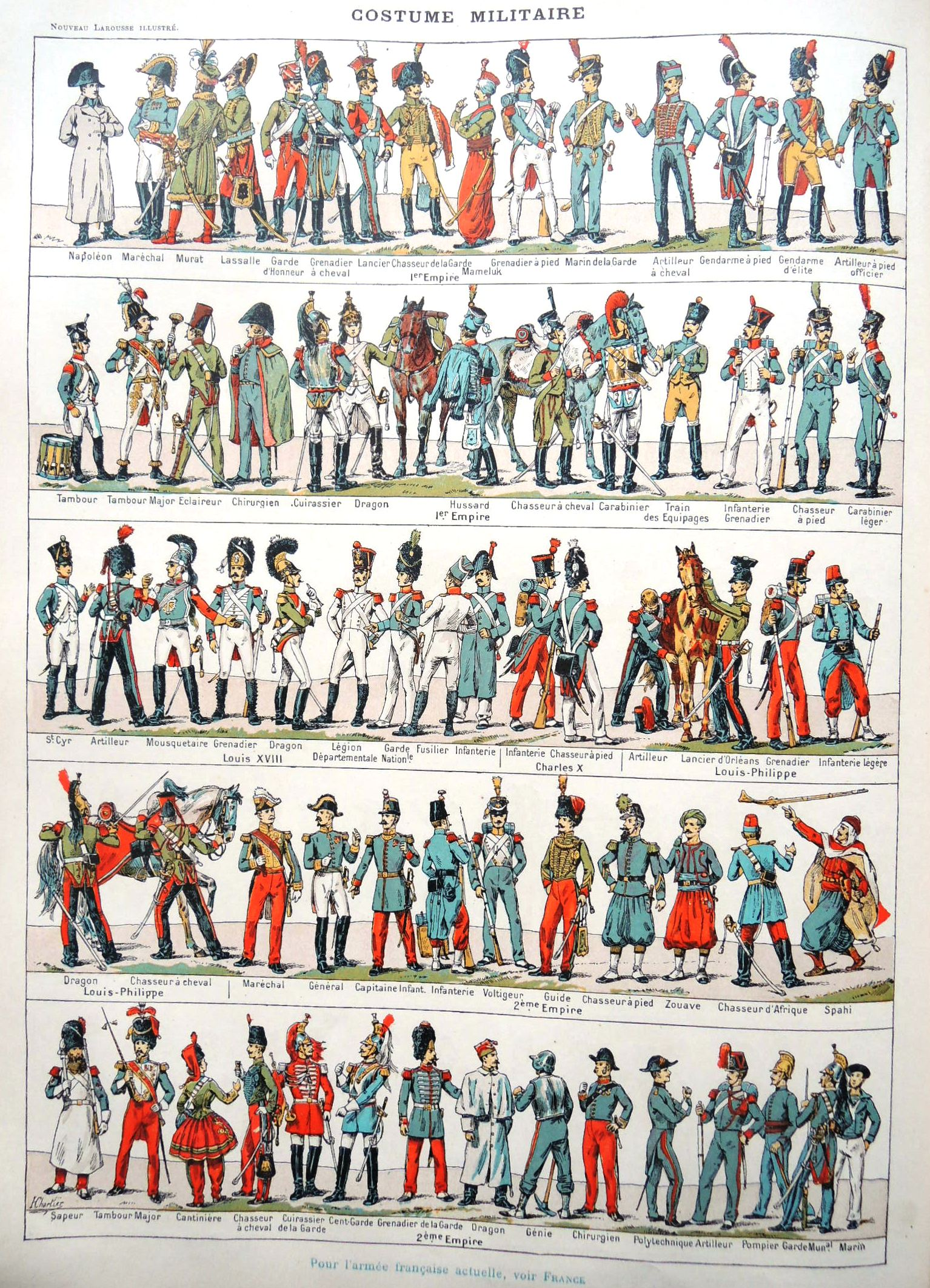
Vojenské uniformy 19. století

Ve starých kmenových společnostech byla účast v boji samozřejmou povinností všech mužů, kteří do boje nastupovali v běžném oblečení. Ještě římští legionáři se obvykle označovali jen opaskem. Myšlenka více méně jednotného oblečení se patrně nejprve prosadila na starověkých panovnických dvorech a u chrámových kněží, později u královských gard a městských stráží. Když v 15. století nahradily feudální vojsko nájemné (žoldnéřské) oddíly kondotiérů, kteří bojovníky naverbovali a oddíly pak pronajímali panovníkům, opatřovali je i společným vybavením, zbraněmi a oblečením. Od 16. století se tak objevují první vojenské uniformy v dnešním slova smyslu. Jedním z prvních příkladů je vatikánská švýcarská garda s barevnou uniformou podle návrhu Raffaela Santi.
Se vznikem stálých daní a stálých armád v 18. století nastal velký rozkvět uniforem, které jednak nápadně odlišovaly různé armády, aby se předešlo záměnám, jednak posilovaly dojem organizované síly vojska (např. vysoké barevné čepice, výložky atd.) Další změnu přineslo zavedení všeobecné branné povinnosti, lidových a masových armád od Francouzské revoluce a Napoleona Bonaparte (kolem 1800).
Se zdokonalením střelných zbraní od poloviny 19. století (zadovka, automatická zbraň, dělo) se zásadně měnila vojenská taktika a na uniformu se začal klást opačný nárok – vojáky bylo třeba chránit v zákopech, maskovat a snižovat jejich viditelnost v poli. V bohatších zemích se uniformy začaly dělit na bojové či polní, pracovní, vycházkové a slavnostní, zejména pro důstojníky. Moderní armádní uniformy tak oddělují funkci praktického a pokud možno „neviditelného“ oblečení v boji od reprezentace při slavnostech a přehlídkách.

## Galerie

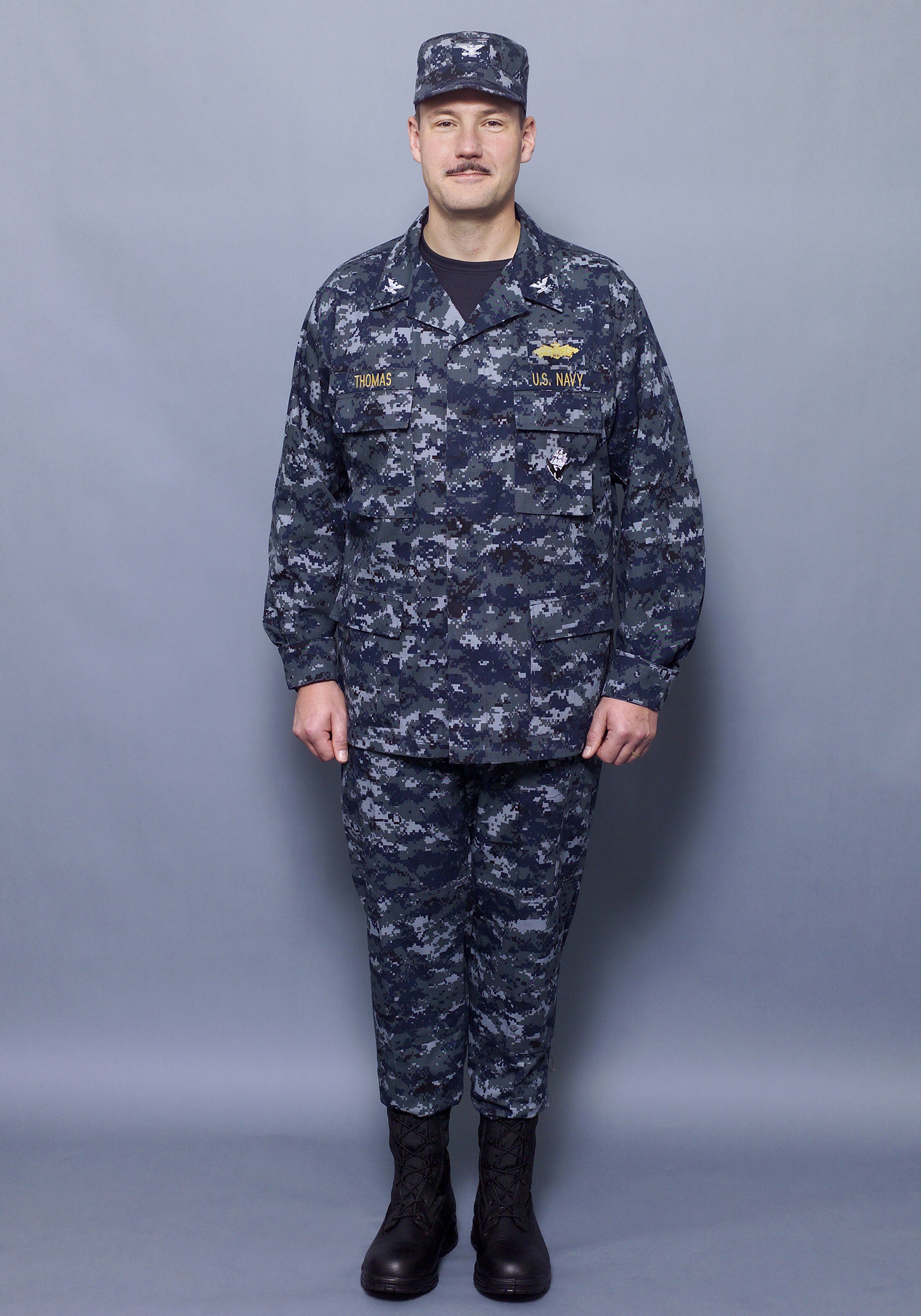
Uniforma amerického námořníka
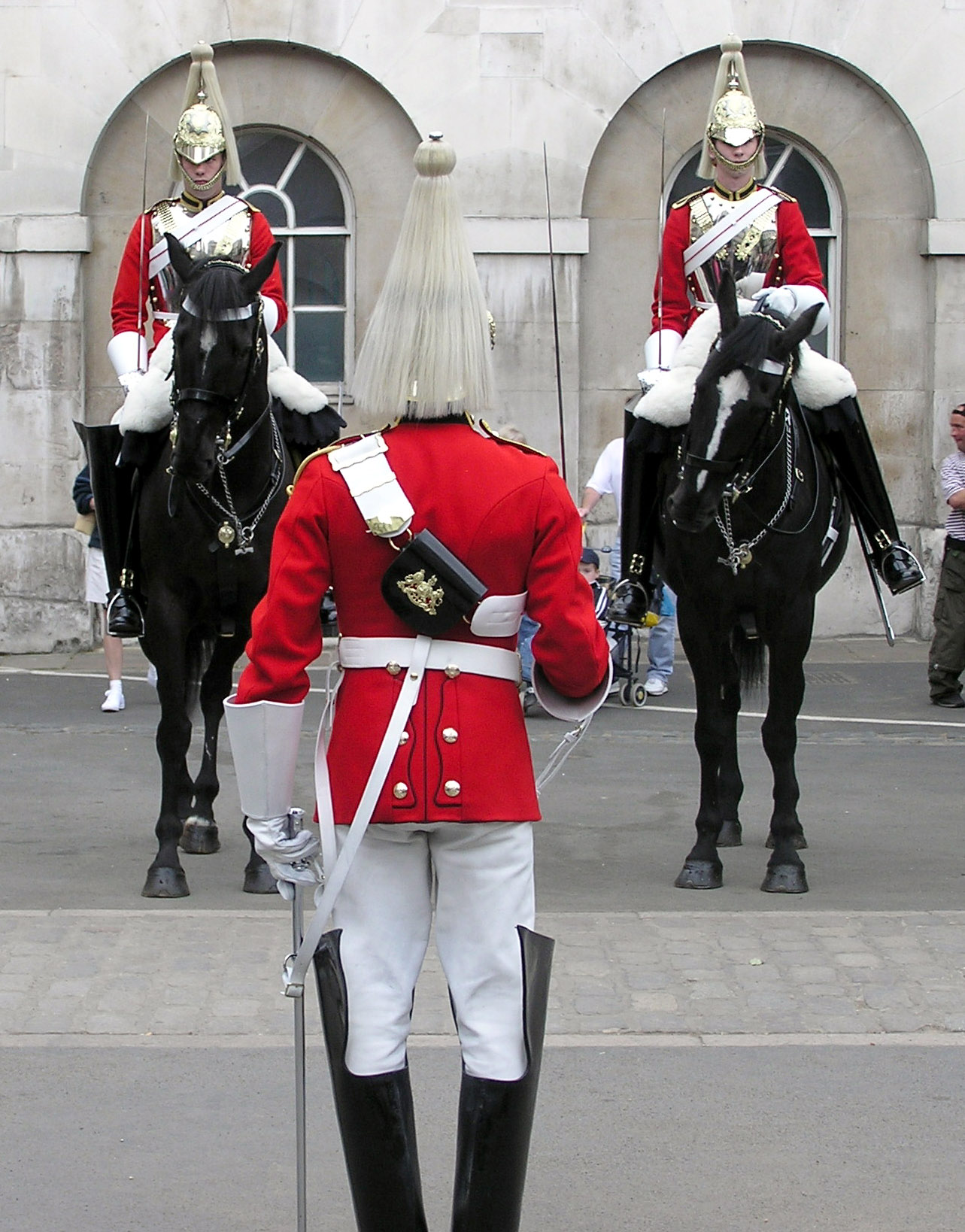
Britská jízda ve slavnostních uniformách
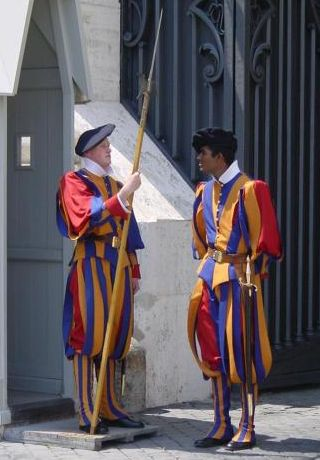
Švýcarská garda ve Vatikánu
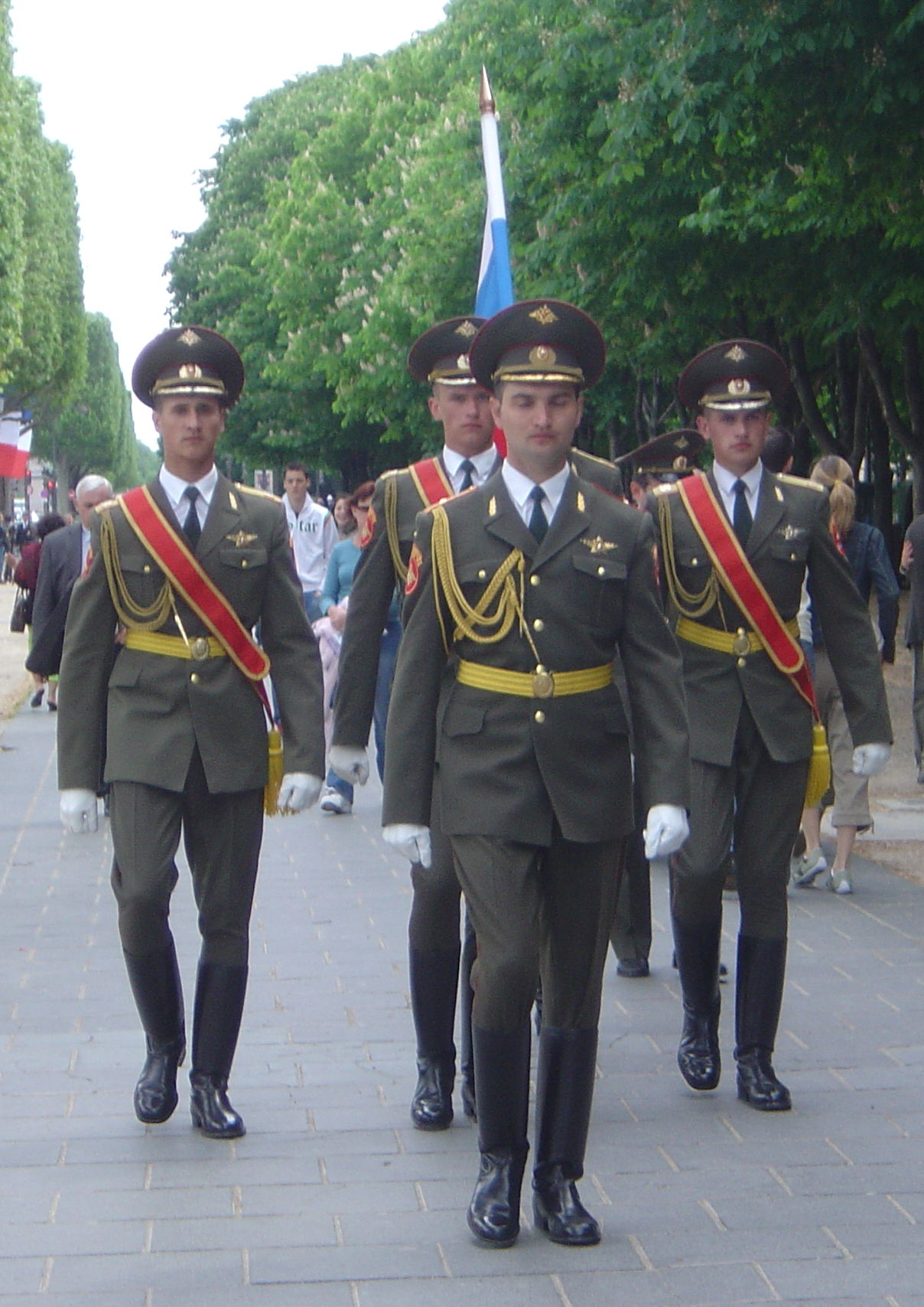
Vycházkové uniformy ruských vojáků
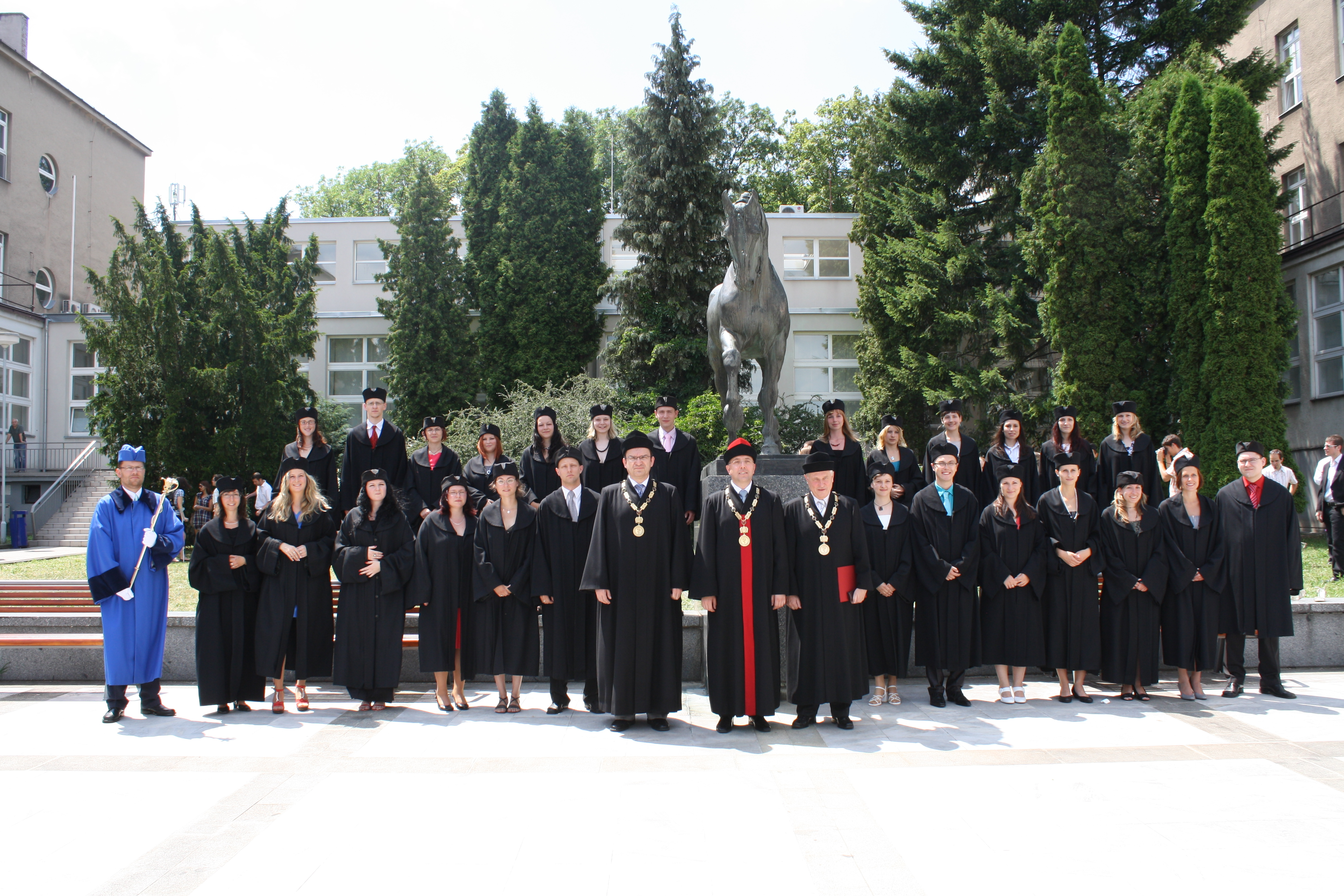
Univerzitní taláry při promoci
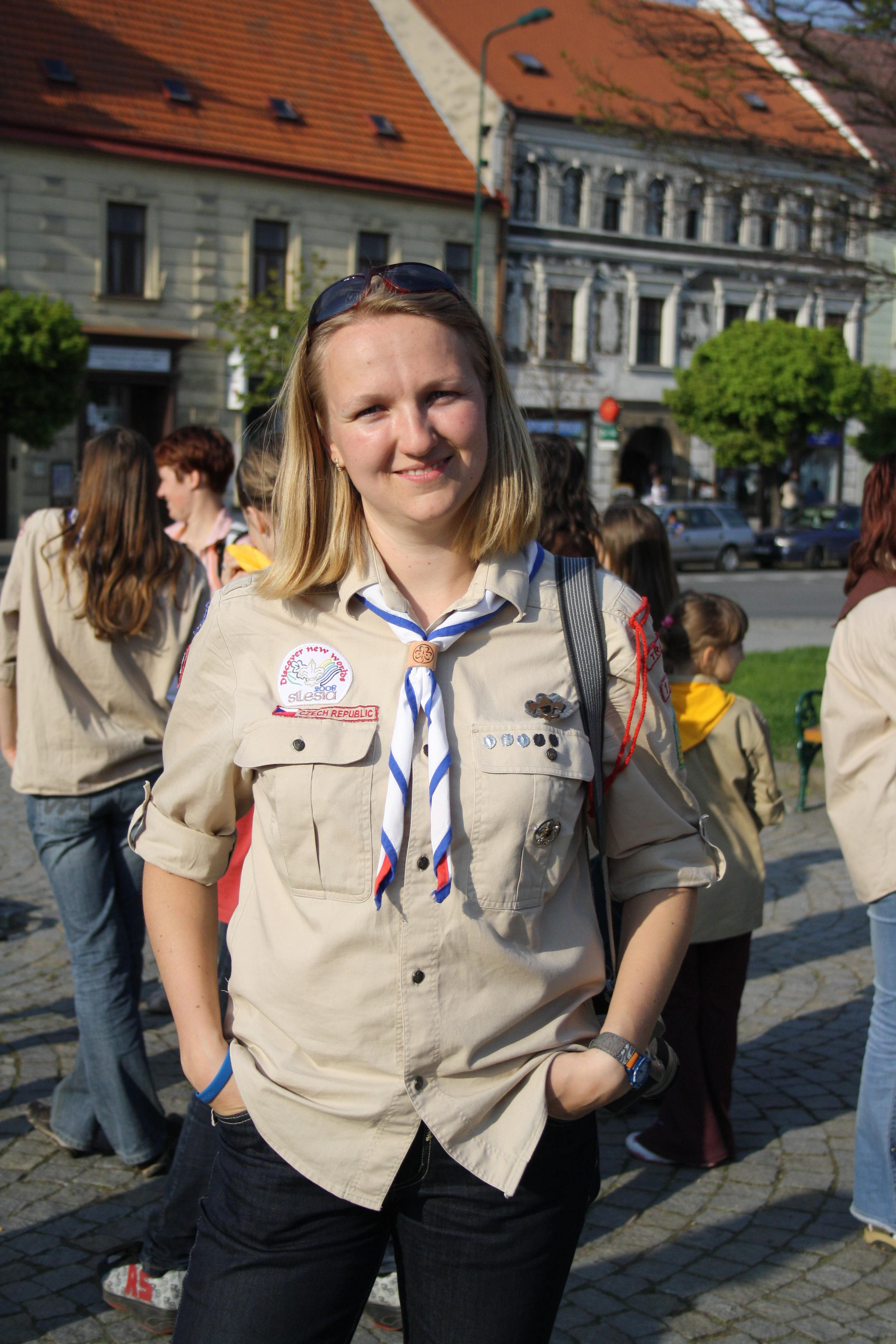
Vůdkyně skautek ve skautském kroji